# 奈良県道・和歌山県道733号川津高野線
奈良県道・和歌山県道733号川津高野線（ならけんどう・わかやまけんどう733ごう かわつこうやせん）は、奈良県吉野郡十津川村から和歌山県伊都郡高野町に至る一般県道である。

## 概況
奈良県吉野郡十津川村大字川津から和歌山県伊都郡高野町大字東富貴に至る。
大部分が1.5車線以下であり、山の中を通るが、農地や集落などがあるため、生活道路として地元住民が利用している。また、全線にかけて林を通過するため、通勤路として林業者が利用している。途中、奈良県吉野郡十津川村から奈良県吉野郡野迫川村まで、2011年（平成23年）3月現在未開通である。

### 路線データ
- 起点：奈良県吉野郡十津川村大字川津（国道168号交点）
- 終点：和歌山県伊都郡高野町大字東富貴（奈良県道・和歌山県道732号阪本五條線交点）
- 総延長：54.0 km（未開通区間を除く）
- 実延長：19.408 km[注釈 1]

## 歴史
- 1959年（昭和34年）5月14日 - 和歌山県が一般県道として川津高野線を認定[1]。
- 1961年（昭和36年）2月1日 - 奈良県が一般県道として川津高野線を認定[2]。
- 2022年（令和4年）4月1日 - 和歌山県告示第407号により、伊都郡高野町大字上筒香 - 同町大字下筒香（国道371号交点）の区間が編入される[3]。

## 路線状況

### 重複区間
- 和歌山県道・奈良県道734号高野辻堂線（奈良県吉野郡野迫川村大字北股 - 吉野郡野迫川村大字池津川）
- 和歌山県道・奈良県道53号高野天川線（奈良県吉野郡野迫川村大字池津川 - 吉野郡野迫川村大字柞原）

### 道路施設

#### 橋梁
- 奈良県
  - 新川津大橋（十津川、吉野郡十津川村）

## 地理

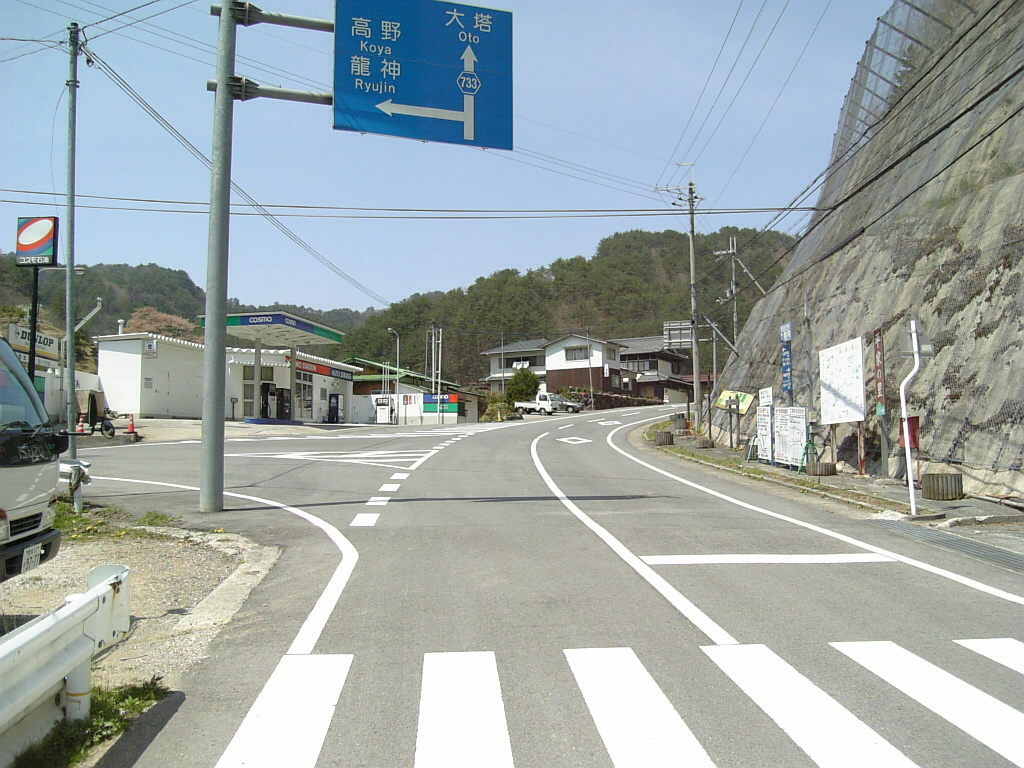
野迫川村役場前の県道733号川津高野線

### 通過する自治体
- 奈良県
  - 吉野郡十津川村 - 吉野郡野迫川村
- 和歌山県
  - 伊都郡高野町

### 交差する道路
| 交差する道路                                                                                     | 都道府県名 | 市町村名 | 市町村名 | 交差する場所 | 交差する場所                                                                          |
| ------------------------------------------------------------------------------------------------ | ---------- | -------- | -------- | ------------ | ------------------------------------------------------------------------------------- |
| 国道168号                                                                                        | 奈良県     | 吉野郡   | 十津川村 | 大字川津     | 起点                                                                                  |
| 未供用区間                                                                                       |            |          |          |              |                                                                                       |
| 和歌山県道・奈良県道734号高野辻堂線 重複区間起点                                                 | 奈良県     | 吉野郡   | 野迫川村 | 大字北股     |                                                                                       |
| 和歌山県道・奈良県道53号高野天川線 重複区間起点 和歌山県道・奈良県道734号高野辻堂線 重複区間終点 | 奈良県     | 吉野郡   | 野迫川村 | 大字池津川   |                                                                                       |
| 和歌山県道・奈良県道53号高野天川線 重複区間終点                                                  | 奈良県     | 吉野郡   | 野迫川村 | 大字柞原     |                                                                                       |
| 奈良県道・和歌山県道733号川津高野線 / 別線                                                       | 和歌山県   | 伊都郡   | 高野町   | 大字上筒香   |                                                                                       |
| 奈良県道・和歌山県道732号阪本五條線                                                              | 和歌山県   | 伊都郡   | 高野町   | 大字東富貴   | 終点                                                                                  |
| 別線                                                                                             |            |          |          |              |                                                                                       |
| 奈良県道・和歌山県道733号川津高野線 / 現道                                                       | 和歌山県   | 伊都郡   | 高野町   | 大字上筒香   | 別線起点【北緯34度14分16.9秒 東経135度41分53.6秒 / 北緯34.238028度 東経135.698222度】 |
| 国道371号                                                                                        | 和歌山県   | 伊都郡   | 高野町   | 大字下筒香   | 別線終点【北緯34度14分30.6秒 東経135度39分12.0秒 / 北緯34.241833度 東経135.653333度】 |

### 沿線
- 野迫川村役場
- 野迫川村立野迫川小中学校